# Ravșciîna, Sokal
Ravșciîna (în ucraineană Равщина) este un sat în comuna Svîteazi din raionul Sokal, regiunea Liov, Ucraina.

## Demografie
Componența lingvistică a localității Ravșciîna
     Ucraineană (99,43%)
     Alte limbi (0,57%)
Conform recensământului din 2001, majoritatea populației localității Ravșciîna era vorbitoare de ucraineană (99,43%), existând în minoritate și vorbitori de alte limbi.